# Greenshoe
Eine Greenshoe-Option (auch Over-allotment Option oder Mehrzuteilungsoption) ist im Bankwesen der Anglizismus für eine Wertpapier-Platzierungsreserve eines Emittenten (Aktiengesellschaft) bei einem Börsengang im Rahmen eines Bookbuilding-Verfahrens. Genauer handelt es sich um eine Call-Option, die der oder den Konsortialbanken (Lead-Underwriter) das Recht einräumt, nachträglich eine festgelegte zusätzliche Anzahl an Wertpapieren zum Emissionspreis zu kaufen. 

## Namensherkunft
Der englische Name "Greenshoe" geht auf die amerikanische Firma Green Shoe Manufacturing Company (seit 1966 Stride Rite Corporation) aus Boston zurück, die als erste von diesem Verfahren im Jahre 1960 Gebrauch machte. Der Greenshoe betrifft normalerweise Aktien, ist aber nicht notwendigerweise auf diese beschränkt.

## Funktionsweise
Ist eine Neuemission überzeichnet, also die Nachfrage nach den auszugebenden Aktien größer als das Angebot, können die an dem Börsengang beteiligten Banken (Konsortialbanken) zusätzliche Wertpapiere zu denselben Bedingungen (Originalkonditionen, gleiche Preise wie zur Erstausgabe) abgeben, zu denen bereits die regulär emittierten Aktien ausgegeben wurden. Sie nehmen in diesem Fall eine vorher festgelegte Mehrzuteilungsoption, also quasi eine zusätzliche Reserve an Wertpapieren, ganz oder auch nur teilweise in Anspruch. Ziel des Aufbaus und einer späteren eventuellen Inanspruchnahme einer solchen Reserve ist die Befriedigung der Nachfrage sowie die Stabilisierung der Kurse, um zu große Schwankungen unmittelbar nach der Aktienemission zu vermeiden. Die Mehrzuteilungsoption kann bis zu sechs Wochen nach einem Börsengang ausgeübt werden, üblich ist jedoch eine Laufzeit von 30 Tagen. Nach internationalem Standard liegt die Greenshoe-Option zwischen 10 und 15 Prozent der Anzahl der ausgegebenen Aktien.
Zeigt sich im Bookbuilding-Verfahren eine mangelnde Nachfrage, wird die Mehrzuteilungsoption nicht eingelöst. Das Einlösen der Mehrzuteilungsoption würde die Emission zusätzlicher Wertpapiere bedeuten, wodurch das Angebot vergrößert würde und der Preis somit weiter fallen würde. Dieses ist bei einem bereits durch die geringe Nachfrage bedingten niedrigem Preis nicht gewünscht.

### Struktur von Greenshoes
In den meisten Fällen bestehen die Aktien, die bei einem Börsengang platziert werden, überwiegend aus jungen Aktien, die im Zuge einer Kapitalerhöhung unmittelbar vor dem Börsengang entstehen. Der Greenshoe hingegen besteht meistens rein aus alten Aktien, die von einem Altaktionär zur Verfügung gestellt werden. In einigen Fällen jedoch besteht der Greenshoe aus jungen Aktien, die im Rahmen einer zusätzlichen Kapitalerhöhung im Fall der Ausübung des Greenshoes emittiert werden (oder einer Mischung der beiden Aktienarten). Letzterer Fall hat jedoch zur Folge, dass Kursstabilisierungsmaßnahmen nur beschränkt durchführbar sind.

### Kurssicherung durch Greenshoes
Eine weitere in der Praxis zu findende Art der Benutzung des Greenshoes ist die Kurssicherung gegen fallende Kurse. Der Greenshoe besteht in diesem Fall aus einer Wertpapierleihe von einem dritten Aktionär, welcher sich verpflichtet, die Aktien bei erfolgreicher Wertpapieremission zu verkaufen (ähnlich einem umgekehrten Open Offer). Die emittierende Gesellschaft platziert nun die Emission und den gesamten Greenshoe in der Hoffnung, dass diese vom Markt gut aufgenommen werden. Sollte dieses nicht der Fall sein und der Kurs stark sinken, hat die für die Kursstabilisierung zu sorgende Konsortialbank im Rahmen der gesetzlichen Frist von 30 Tagen die Möglichkeit, Aktien zurückzukaufen. In diesem Fall gibt sie dann die geliehenen Aktien einfach zurück und hat oft durch die positive Differenz aus Platzierungspreis-Rückkaufpreis-Wertpapierleihgebühren noch einen kleinen Gewinn erzielt.

### Vor- und Nachteile der Greenshoes
Insbesondere die zusätzliche Flexibilität, kurzfristig auf steigende oder fallende Nachfrage nach den Aktien reagieren zu können, ist Vorteil der Greenshoes. Für den Emittenten und die begleitenden Banken besteht so die Möglichkeit, eine größtmögliche Anzahl von Aktien platzieren zu können, bei einem gleichzeitig erweiterten Risikopuffer. So kann im Fall geringer Nachfrage einfach auf die Ausübung des Greenshoes verzichtet werden und somit dann oft trotzdem eine "erfolgreiche" Platzierung (die vielleicht sogar leicht überzeichnet ist) bekanntgegeben werden.
Ist der Greenshoe mit der Emission junger Aktien verbunden, so besteht durch seine Ausübung ein entsprechender Verwässerungseffekt für die anderen Aktionäre, der oft negativ gesehen wird.